# Štefan Lukáč
Štefan Lukáč (* 16. ledna 1943) je bývalý slovenský fotbalista, útočník.

## Fotbalová kariéra
V československé lize hrál za Slovan Bratislava a Slavii Praha. Nastoupil ve 12 ligových utkáních a dal 4 góly. V Poháru UEFA nastoupil ve 1 utkání proti Hamburger SV a dal 1 gól.

## Ligová bilance
| Ročník                                   | Zápasy | Góly | Klub              |
| ---------------------------------------- | ------ | ---- | ----------------- |
| 1. československá fotbalová liga 1962/63 | 1      | 0    | Slovan Bratislava |
| 1. československá fotbalová liga 1965/66 | 1      | 0    | Slovan Bratislava |
| 1. československá fotbalová liga 1967/68 | 3      | 3    | Slavia Praha      |
| 1. československá fotbalová liga 1968/69 | 7      | 1    | Slavia Praha      |
| CELKEM                                   | 12     | 4    |                   |